# Grewia bilocularis
Grewia bilocularis là một loài thực vật có hoa thuộc họ Malvaceae theo nghĩa rộng (sensu lato) hoặc Tiliaceae hoặc Sparrmanniaceae .
Loài này chỉ có ở Yemen.